# Șiakovo, Plevna
Șiakovo (în bulgară Шияково) este un sat în comuna Guleanți, regiunea Plevna,  Bulgaria. Satul a fost locuit de români.

## Demografie
Componența etnică a satului Șiakovo
     Bulgari (91,86%)
     Nicio identificare (8,13%)
     Altele (0%)
La recensământul din 2011, populația satului Șiakovo era de 344 locuitori. Din punct de vedere etnic, majoritatea locuitorilor (91,86%) erau bulgari. Pentru 8,13% din locuitori nu este cunoscută apartenența etnică.